# 3. oklepni korpus (Kopenska vojska ZDA)
Za druge 3. korpuse glejte 3. korpus.
3. oklepni korpus (izvirno angleško III Armored Corps) je bil oklepni korpus Kopenske vojske Združenih držav Amerike.